# 沙青 (作曲家)
沙青（1924年—），原名张庆云，男，辽宁辽阳人，中国作曲家，曾任中国音乐家协会常务理事。